# 라이언 마우러
라이언 마우러(영어: Ryan Maurer,  1986년 9월 23일 ~ )는 미국의 배우이자 모델이다.

## 학력
- 위스콘신 대학교 밀워키

## 연기 활동

### 영화
| 연도 | 제목           | 역할             | 비고 |
| ---- | -------------- | ---------------- | ---- |
| 2018 | 국가 부도의 날 | 모건 스탠리 직원 |      |
| 2017 | 강철비         | 카이오와 공격수  |      |